# Філіппо Каваллі
Філіппо Каваллі (італ. Filippo Cavalli, 29 січня 1921, Казале-Монферрато — 29 квітня 2004, Тревізо) — італійський футболіст, що грав на позиції воротаря, зокрема за «Торіно» та «Ювентус», у складі яких ставав чемпіоном Італії.

## Ігрова кар'єра
У дорослому футболі дебютував 1939 року виступами за команду «Казале» з рідного міста, в якій протягом сезону взяв участь у 28 матчах чемпіонату. 
Своєю грою за цю команду привернув увагу представників тренерського штабу «Торіно», до складу якого приєднався 1940 року. Відіграв за туринську команду наступні три сезони своєї ігрової кар'єри, здебільшого як дублер Альфредо Бодойри. За результатами сезону 1942/43 став співавтором «золотого дубля», виборовши титул чемпіона Італії і Кубок Італії.
Згодом з 1943 по 1946 рік грав за «Казале», «Павію» та «Комо».
1946 року уклав контракт з «Ювентусом», де провів наступні сім років своєї кар'єри гравця. здебільшого у статусі резервного голкіпера. Двічі, у 1950 та 1952 роках, ставав чемпіоном Італії і в складі цього туринського клубу, щоправда як дублер Джованні Віоли.
Протягом 1953—1955 років був гравцем «Інтернаціонале» та «Павія». У сезоні 1953/54 не провів у першості Італії, яку виграв його «Інтер», жодної гри..
Завершував ігрову кар'єру у рідному «Казале», до якого повернувся 1955 року і кольори якого захищав до припинення виступів на професійному рівні у 1957.
Помер 29 квітня 2004 року на 84-му році життя в Тревізо.

## Титули і досягнення
- Чемпіон Італії (4):

«Торіно»: 1942-1943
«Ювентус»: 1949-1950, 1951-1952
«Інтернаціонале»: 1953-1954
- Володар Кубка Італії (1):

«Торіно»: 1942-1943